# Оморуйи, Ловет
Ловет Оморуйи (Loveth Omoruyi; род. 25 августа 2002, Лоди, область Ломбардия, Италия) — итальянская волейболистка, нападающая-доигровщица. Олимпийская чемпионка 2024.

## Биография
Ловет Оморуйи родилась в семье выходцев из Нигерии, переселившихся в начале 2000-х годов в итальянский город Лоди из Великобритании. Волейболом начала заниматься в 6-летнем возрасте по примеру старшей сестры в школе при оратории Сант’Альберто. В 2016 была принята в миланскую команду «Бракко Про Патрия», выступавшую в серии В2 чемпионата Италии. В 2017 приглашена в команду «Клуб Италия», являвшуюся базовой для молодёжной и юниорской сборных страны, С 2020 на протяжении двух сезонов выступала за «Имоко Воллей», в составе которой по два раза побеждала в чемпионате, Кубке и Суперкубке страны, а также выигрывала «золото» Лиги чемпионов. Затем играла за «Унет-Ямамай» (Бусто-Арсицио), а в 2023 заключила контракт с волейбольным клубом «Кьери’76», с командой которого («Реале Мутуа Фенера») в 2024 стала обладателем Кубка ЕКВ.
В 2017—2022 выступала за различные юниорские сборные Италии, с которыми четырежды выигрывала золотые награды чемпионатов мира и Европы среди молодёжных команд и девушек. С 2021 играет за национальную сборную Италии, в составе которой в 2024 году выиграла «золото» Олимпийских игр.

### Клубная карьера
- 2016—2017 —  «Бракко Про Патрия» (Милан);
- 2017—2020 —  «Клуб Италия» (Рим);
- 2020—2022 —  «Имоко Воллей» (Конельяно);
- 2022—2023 —  «Унет-Ямамай» (Бусто-Арсицио);
- 2023—2025 —  «Реале Мутуа Фенера» (Кьери);
- с 2025 —  «Валлефолья».

## Достижения

### Со сборными Италии
- Олимпийская чемпионка 2024.
- чемпионка Европы среди старших молодёжных команд 2022.
- чемпионка мира среди молодёжных команд 2021;
  - серебряный призёр молодёжного чемпионата мира 2019.
- чемпионка Европы среди молодёжных команд 2018.
- серебряный призёр чемпионата мира среди девушек 2019.
- серебряный призёр чемпионата Европы среди девушек 2018.
- чемпионка Европы среди младших девушек 2017.

### С клубами
- двукратная чемпионка Италии — 2021, 2022.
- двукратный победитель розыгрышей Кубка Италии — 2021, 2022.
- двукратный обладатель Суперкубка Италии — 2020, 2021.
- победитель Лиги чемпионов 2021;
  - серебряный призёр Лиги чемпионов 2022.
- победитель розыгрыша Кубка ЕКВ 2024.
- серебряный призёр Кубка вызова ЕКВ 2025
- серебряный призёр клубного чемпионата мира 2021.

### Индивидуальные
- 2018: лучшая доигровщица (одна из двух) чемпионата Европы среди девушек.
- 2019: лучшая доигровщица (одна из двух) чемпионата мира среди девушек.
- 2021: лучшая доигровщица (одна из двух) молодёжного чемпионата мира.
- 2022: лучшая доигровщица (одна из двух) чемпионата Европы среди старших молодёжных команд.